# Салман Рушди
Ахмед Салман Рушди (на урду: أحمد سلمان رشدی; на хинди: अह्मड सलमान रश्डी) е британски писател от индийски произход.
Стилът му, смесващ митология и фантазия с реалния живот, понякога е определян като магически реализъм. През 1988 г. романът му „Сатанински строфи“ предизвиква силни противоречия в ислямския свят. Книгата е забранена в много страни, иранският аятолах Рухола Хомейни го обявява за вероотстъпник и за убийството му е определена награда от 3 милиона долара (от 23 юни 2007 г. наградата за главата му е 11,4 милиона долара).

## Биография
На 12 август 2022 г. преди литературна среща в щата Ню Йорк, Чатокуа срещу писателя е извършено покушение. Нападателят е задържан, а Рушди е настанен в болница с опасност за живота. Обвинен в опита за убийство е 24 годишният Хади Матар.

### Романи
- Grimus (Гримус) (1975)
- Midnight's Children (1981)                                                                             Родените в полунощ. Превод от английски Надежда Розова. София: Колибри, 2023

- Shame (1983)
Срам. Превод от английски Мария Донева. София: Колибри, 2008
- The Satanic Verses (1988)
Сатанински строфи. Превод от английски Асен Георгиев. Габрово: Гуторанов и син, 1999, 576 с.
- Haroun and the Sea of Stories (1990)
Харун и морето от приказки. София: Хемус, 1992, 192 с.
- Магьосникът от Оз (1992)
- The Moor's Last Sigh (1995)
Последният дъх на Мавъра. Превод от английски Надежда Розова. София: Колибри, 2014, 456 с.
- The Ground Beneath Her Feet (1999)
Земята под нейните нозе. Превод от английски Мария Донева. София: Колибри, 2011, 550 с.[4]
- Fury (2001)
- Shalimar the Clown (2005)
Шалимар клоунът. София: ИнфоДар, 2010, 604 с.
- The Enchantress of Florence (2008)
Чародейката от Флоренция. София: ИнфоДар, 2010, 412 с.
- Two Years Eight Months and Twenty-Eight Nights (2015)
Две години, осем месеца и двайсет и осем нощи. Превод от английски Надежда Розова. София: Колибри, 2015, 336 с.
- Victory City (Градът на победата) (2023)[5]

## Сборници с разкази
- Homeless by Choice (Бездомен по избор) (1992)
- East, West (Изток, запад) (1994)

### Есеистика
- The Jaguar Smile: A Nicaraguan Journey (Усмивката на ягуара: Пътешествие в Никарагуа) (1987)
- Imaginary Homelands: Essays and Criticism, 1981 – 1991 (Въображаеми отечества: есета и критика, 1981 – 1991) (1992)
- Step Across This Line: Collected Nonfiction 1992 – 2002 (2002)
- Joseph Anton: A Memoir (2012)

### Документални филми
- Художникът и чумата (1985)
- Загадката на полунощ (1987)